# Сквер Захисників України
Сквер Захисників України — парк-пам'ятка садово-паркового мистецтва місцевого значення. Об'єкт розташований на території Черкас Черкаської області, мікрорайон «Митниця», на розі вулиць Захисників Азовсталі — Володимира Великого.
Статус отриманий у 2010 році і мав назву сквер ім. Сержанта Смірнова. Створено на площі 0,32 га, у жовтні 2019 року рішенням Черкаської обласної ради площу збільшено до 0,91 га. 13 липня 2023 депутати Черкаської міської ради під час сесії ухвалили рішення про перейменування на сквер Захисників України.